# Hamo Létrange
 (mai 2025).
Hamo Létrange (ou Hamo le Strange, Heimon Lestrange, Hamo L'Estrange ou encore Hamo Extraneus), mort fin 1272 ou début 1273, est un chevalier du royaume de Jérusalem d'origine anglaise. Son nom signifie « l'étranger ».
Il est le deuxième fils du chevalier anglais Jean Létrange (en) et de sa femme Lucy, fille de Robert Tresgoz. Il est issu d'une puissante famille anglo-normande, les Strange (en), qui siège dans les Marches (en). Il est seigneur d'Ellesmere, dans le Shropshire, et pendant la seconde guerre des Barons menée par Simon V de Montfort, il fait partie de l'entourage d'Édouard Ier, prince de Galles, et plus tard roi d'Angleterre.
En 1270, il laisse ses terres à son frère cadet Robert afin de rejoindre le roi Édouard Ier pour la neuvième croisade. Édouard retourne en Europe en 1272 après la mort de son père, mais Hamo reste sur place au royaume de Jérusalem.
Le 21 mars 1272, il épouse Isabelle d'Ibelin, dame de Beyrouth, veuve d'Hugues II roi de Chypre et fille de Jean d'Ibelin, mais il n'a pas de descendance avec elle.
La mort d'Hamo est connue en Angleterre à la fin du mois d'avril 1273 et survient donc probablement à la fin de 1272 ou au début de 1273.
Sur son lit de mort, Hamo place Isabelle et la seigneurie de Beyrouth sous la protection du sultan Baybars. Après sa mort, Hugues III de Chypre tente de rattacher Beyrouth à Chypre en emmenant Isabelle à Chypre pour lui faire épouser un homme de son choix, mais Baybars lui a rappelé le souhait d'Hamo et l'en empêche. Cette mesure contraint Isabelle à retourner à Beyrouth en 1277, où elle épouse en troisièmes noces Nicolas l'Aleman, seigneur de Césarée, et après sa mort en 1277, Guillaume Barlais. Toutefois, elle n'aura aucun enfant de ses quatre mariage.